# Tank Girl
Tank Girl – pochodząca z lat dziewięćdziesiątych angielska seria komiksowa autorstwa Jamiego Hewletta (odpowiedzialnego za rysunek) i Alana Martina (twórcy scenariusza). Tytułowa Tank Girl to imię głównej bohaterki komiksu.
Akcja pierwszych albumów rozgrywa się w niedalekiej przyszłości na kontynencie australijskim po wojnie nuklearnej. Młoda, żądna przygód antybohaterka daje odpór przeciwnościom losu za pomocą futurystycznej wersji czołgu M5A1 Stuart. Głównymi antagonistami na tym etapie historii są: totalitarne korporacje, najemni łowcy głów, sekty i wyznania religijne, półświatek przestępczy, jak również ład, porządek, przeciętni ludzie, australijski styl bycia, media, przepisy ruchu drogowego. Po tym pierwszym, burzliwym okresie następuje czas sielanki, gdzie Tank Girl oddaje się romantycznym uniesieniom w towarzystwie kangura-mutanta o imieniu Booga.
O sile tego komiksu decydują liczne powiązania międzykulturowe, znajdujemy w nim min. motywy zaczerpnięte z Odysei Homera, twórczości Jacka Kerouaca, wierzeń Aborygenów, serialu Starsky i Hutch. Ten fakt oraz miejscami antyspołeczny wyraz komiksu, plasują go w kategorii produkcji przeznaczonych dla dojrzałych odbiorców.
Do tej pory ukazały się:
- Tank Girl: The Movie
- Tank Girl - The Odyssey
- Tank Girl - Apocalypse
- Tank Girl Graphic Novel
- Tank Girl

Po dwudziestu latach autor powrócił do serii z nowymi pomysłami i w 2008 r. powstał Tank Girl: Visions of Booga.

## Ekranizacja
Komiks został zekranizowany w 1995 r. Reżyserem filmu była Rachel Talalay, a w obsadzie znaleźli się m.in. Lori Petty (Tank Girl), Naomi Watts (Jet Girl), Ice T (T Saint) i Malcolm McDowell (Kesslee).